# Intercambio electrónico de datos
El intercambio electrónico de datos (en inglés electronic data interchange o EDI) es la transmisión estructurada de datos entre organizaciones por medios electrónicos. Se usa para transferir documentos electrónicos o datos de negocios de un sistema computacional a otro. Este intercambio puede realizarse en distintos formatos: EDIFACT, XML, ANSI ASC X12, TXT, etc.etc 
Albaranes, facturas, órdenes de compra y otros documentos comerciales electrónicos pueden tramitarse directamente desde la computadora de la empresa emisora a la de la empresa receptora, con gran ahorro de tiempo y evitando muchos errores, propios de la comunicación tradicional «en papel»
EDIFACT es un estándar de la Organización de las Naciones Unidas para el intercambio de documentos comerciales en el ámbito mundial. Existiendo subestándares para cada entorno de negocio (distribución, automoción, transporte, aduanero, etc) o para cada país. Así, por ejemplo, AECOC regula el estándar EDI del sector de distribución. Para el intercambio de este tipo de información se suelen utilizar las redes de valor añadido. Además del intercambio de la información, estas redes permiten su registro.

## Ejemplos de aplicaciones compatibles con EDI
- EDITRAN (Onesait Ecosystems Editran) es un software propietario de comunicaciones multiformato y multinorma. Está desarrollado por Minsait, compañía de Grupo Indra, y su uso está ampliamente extendido en España. Está desarrollado para múltiples sistemas operativos (en arquitecturas open y arquitecturas mainframe), y permite la integración con cualquier ERP del mercado. Se utiliza frecuentemente como mecanismo de intercambio seguro de normas bancarias (N43, N19, N34...) entre empresas y los bancos españoles y como mecanismo de conexión con diversas entidades públicas como la Agencia Tributaria o la Seguridad Social. También se utiliza en el sector asegurador, para conexiones diarias con el Fichero Informativo de Vehículos Asegurados.
- EDIWIN (EdicomSuite) es un software propietario de comunicaciones EDI multiformato (EDIFACT, XML, ODETTE, etc.) y multiprotocolo (AS2, VAN, SMTP, etc.). Permite la integración con cualquier ERP del mercado también a través de WebService y sftp. Desarrollado por la empresa Edicom, está perfectamente integrado para el uso de la factura telemática con firma electrónica por AECOC, FACe (administración pública Española), SdI (Sistema di Interscambio - AAPP Italianas), SAFT (Portugal y Polonia), FDEMAT (Francia) , CFDI (Comprobante Fiscal Digital por Internet - México) , etc.

- Afterbanks es un software que automatiza por completo y simplifica el trabajo con los bancos, procesando los ficheros Norma 43 y 19 manejados por EDITRAN, a la vez que conectando en tiempo real con las transacciones bancarias de cada uno de los bancos de España.

- comeDi es un software propietario de comunicaciones EDI multiformato (EDIFACT, XML, ODETTE, etc.) y multiprotocolo (SMTP, VAN, AS2, etc.). Desarrollado por la empresa eDiversa, está homologado para factura telemática con firma electrónica por AECOC.

- BizLayer es una plataforma de facturación electrónica, con amplia utilización en el sector turístico en España. Esta plataforma permite a aquellas empresas que gestionan sus facturas en formatos de EDI (EDIFACT), y a través de esta red, volcarlas en la plataforma de facturación BizLayer para su gestión posterior, de una forma sencilla y segura.

- ATRACTOR ERP es un software de gestión empresarial, basado en tecnología de base de datos Oracle, que entre sus múltiples funcionalidades permite a las empresas la generación y recepción de ficheros EDI (ORDERS, INVOICE, DESADV, RECADV,...) integrándolos en el sistema ERP, evitando la duplicación en la gestión de la información y facilitando la gestión de los procesos EDI de la empresa.

- openXpertya es un ERP de código abierto en español, especialmente adaptado para la legislación y el mercado español e hispanoamericano. Incluye solución de CRM y comercio electrónico a tres niveles con soporte EDI multiformato y multiprotocolo. openXpertya es software libre.

- GENERIX Group, INFLUE, desde 1990, gracias a su fuerte experiencia en Administración de la cadena de suministro, GENERIX Group - INFLUE ha desarrollado una gama de productos de intercambios electrónicos, de herramientas logísticas (Aprovisionamiento), de sincronización de datos para catálogos electrónicos, de Internet seguro y por extensión de los portales web y market places. GENERIX Group - INFLUE se desarrolla dentro de un contexto internacional con una presencia en Europa, América del Sur y Asia, contando también con software disponibles en varios idiomas.

- CEN, Centro Electrónico de Negocios, es un producto de comercio electrónico desarrollado por Carvajal Tecnología y Servicios, que utiliza EDI y EDIFACT como estándares para el intercambio de mensajes entre sus módulos empresariales.

- IBM WebSphere Datapower Appliances, es un dispositivo de alto desempeño que permite realizar tareas de bus de integración, transformación entre distintos formatos y protocolos en especial XML, EDI, CVS y otros.
- KRIKOS360 es una plataforma de intercambio de documentos empresariales desarrollada por la empresa Planexware. Posee la capacidad de integrar y traducir documentos en y hacia distintos formatos: EDI, XML, TXT y otros formatos estructurados y no estructurados por distintos canales de comunicación: sFTP, FTPs, AS2, DMS, VAN, ODETTE, etc